# Liechtensteiner Cup 2022/23
Der Liechtensteiner Cup 2022/23 (vormals: Aktiv-Cup) war die 78. Austragung des Fussballpokalwettbewerbs der Herren in Liechtenstein. Der Wettbewerb wurde vom 8. August 2022 bis zum 17. Mai 2023 in fünf Runden im K.-o.-System ausgespielt. Titelverteidiger war der FC Vaduz, der den Wettbewerb auch erneut gewann.

## Modus
Sämtliche Liechtensteiner Mannschaften, die am Schweizer Ligensystem teilnehmen, wurden auch für den Liechtensteiner Cup gemeldet. Das heisst, dass auch Zweit- und Drittmannschaften mitspielten. Dabei gibt es bei der Auslosung der Begegnungen keine Einschränkungen, sodass auch Mannschaften desselben Vereins einander zugelost werden könnten. Nach einer Vorqualifikation mit zwei Teams steigen alle restlichen 15 Mannschaften im Achtelfinal ein. Die unterklassige Mannschaft hat immer automatisch das Heimrecht.
Der Liechtensteiner Cup wird im K.-o.-System ausgetragen. Die Spiele finden an folgenden Daten statt:
- Vorqualifikation (8. August 2022): 2 Teams, der Sieger ist für den Achtelfinal qualifiziert.
- Achtelfinal (16./17./31. August 2022): 16 Teams, die Sieger sind für den Viertelfinal qualifiziert.
- Viertelfinal (20. September & 11./12. Oktober 2022): 8 Teams, die Sieger sind für den Halbfinal qualifiziert.
- Halbfinal (15. März & 5. April 2023): 4 Teams, die Sieger sind für das Endspiel qualifiziert.
- Final (17. Mai 2023): 2 Teams, der Sieger ist für die 1. Qualifikationsrunde zur Conference League qualifiziert.

## Teilnehmende Mannschaften
Folgende 17 Mannschaften wurden für den Wettbewerb gemeldet.
| Challenge League (II) | 1. Liga (IV)      | 2. Liga (VI)           | 3. Liga (VII)                                                                     | 4. Liga (VIII)                                                 | 5. Liga (IX)                                  |
| --------------------- | ----------------- | ---------------------- | --------------------------------------------------------------------------------- | -------------------------------------------------------------- | --------------------------------------------- |
| FC Vaduz              | USV Eschen-Mauren | FC Balzers FC Vaduz II | FC Ruggell FC Triesen FC Triesenberg FC Schaan FC Balzers II USV Eschen-Mauren II | FC Ruggell II FC Triesen II FC Vaduz III USV Eschen-Mauren III | FC Schaan II FC Triesenberg II FC Triesen III |

## Vorqualifikation
Die einzige Partie der Vorqualifikation fand am 8. August 2022 statt. Die restlichen 15 Mannschaften hatten für diese Runde ein Freilos.
| Datum                   |                | Ergebnis |                       |
| ----------------------- | -------------- | -------- | --------------------- |
| 08.08.2022 um 20.00 Uhr | FC Triesen III | 0:5      | USV Eschen-Mauren III |

## Achtelfinal
Die Partien fanden am 16./17. und 31. August 2022 statt. Zu der siegreichen Mannschaften der Vorqualifikation stossen in dieser Runde die restlichen 15 Teams. Die beiden höchstklassigen Mannschaften (FC Vaduz und USV Eschen-Mauren) konnten in dieser Runde noch nicht gegeneinander gelost werden.
| Datum                   |                      | Ergebnis        |                       |
| ----------------------- | -------------------- | --------------- | --------------------- |
| 16.08.2022 um 20.00 Uhr | FC Vaduz III         | 1:6             | FC Schaan             |
| 16.08.2022 um 20.00 Uhr | FC Ruggell II        | 1:1 (4:5 n. E.) | FC Vaduz II           |
| 16.08.2022 um 20.00 Uhr | FC Triesenberg       | 5:3             | FC Triesen            |
| 16.08.2022 um 20.15 Uhr | USV Eschen-Mauren II | 0:9             | FC Balzers            |
| 17.08.2022 um 20.00 Uhr | FC Ruggell           | 1:4             | USV Eschen-Mauren     |
| 17.08.2022 um 20.00 Uhr | FC Schaan II         | 3:7             | USV Eschen-Mauren III |
| 17.08.2022 um 20.00 Uhr | FC Triesenberg II    | 1:4             | FC Balzers II         |
| 31.08.2022 um 20.15 Uhr | FC Triesen II        | 0:18            | FC Vaduz              |

## Viertelfinal
Der Viertelfinal fand vom 20. September bis zum 12. Oktober 2022 statt.
| Datum                           |                       | Ergebnis |                   |
| ------------------------------- | --------------------- | -------- | ----------------- |
| 20. September 2022 um 20.00 Uhr | USV Eschen-Mauren III | 0:8      | FC Vaduz          |
| 11. Oktober 2022 um 20.00 Uhr   | FC Balzers II         | 3:2      | FC Schaan         |
| 12. Oktober 2022 um 20.00 Uhr   | FC Vaduz II           | 0:3      | FC Balzers        |
| 12. Oktober 2022 um 20.00 Uhr   | FC Triesenberg        | 0:1      | USV Eschen-Mauren |

## Halbfinal
Der Halbfinal fand am 15. März und am 5. April 2023 statt.
| Datum                      |                   | Ergebnis |            |
| -------------------------- | ----------------- | -------- | ---------- |
| 15. März 2023 um 20.00 Uhr | FC Balzers II     | 0:3      | FC Balzers |
| 5. April 2023 um 20.00 Uhr | USV Eschen-Mauren | 1:2      | FC Vaduz   |

## Final
Der Final fand am 17. Mai 2023 statt.
| Paarung        | FC Balzers – FC Vaduz |
| Ergebnis       | 0:4 (0:1) |
| Datum          | 17. Mai 2023 |
| Stadion        | Rheinpark Stadion, Vaduz |
| Zuschauer      | 1.298 |
| Schiedsrichter | David Schärli (Oberkirch) |
| Tore           | 0:1 Cédric Gasser (41.), 0:2 Tunahan Çiçek (70., Foulelfmeter), 0:3 Lars Traber (77.), 0:4 Tim Väyrynen (87.) |
| FC Balzers     | Thomas Hobi – Aljaz Kavcic (60. Sandro Wolfinger), Tino Dietrich, Stéphane Nater – Stefan Cavigelli, Fabio Wolfinger, Emir Murati, Matti Forrer (73. Manuel Mikus) – Medin Murati (25. Marc Triet), Alejandro Muñoz, Marco Wolfinger (60. Willy Pizzi) Cheftrainer: Michele Polverino               |
| FC Vaduz       | Benjamin Büchel – Fabio Fehr (60. Kristijan Dobras), Lars Traber, Gabriel Isik, Dario Ulrich – Cédric Gasser, Milan Gajić (87. Ryan Fosso), Dejan Djokic (46. Elmin Rastoder), Nicolas Hasler – Tunahan Çiçek (75. Tim Väyrynen), Franklin Sasere (46. Manuel Sutter) Cheftrainer: Martin Stocklasa |
| Gelbe Karten   | Alejandro Muñoz (50.), Stefan Cavigelli (69.) – Dejan Djokic (42.) |